# Cabeza de moro

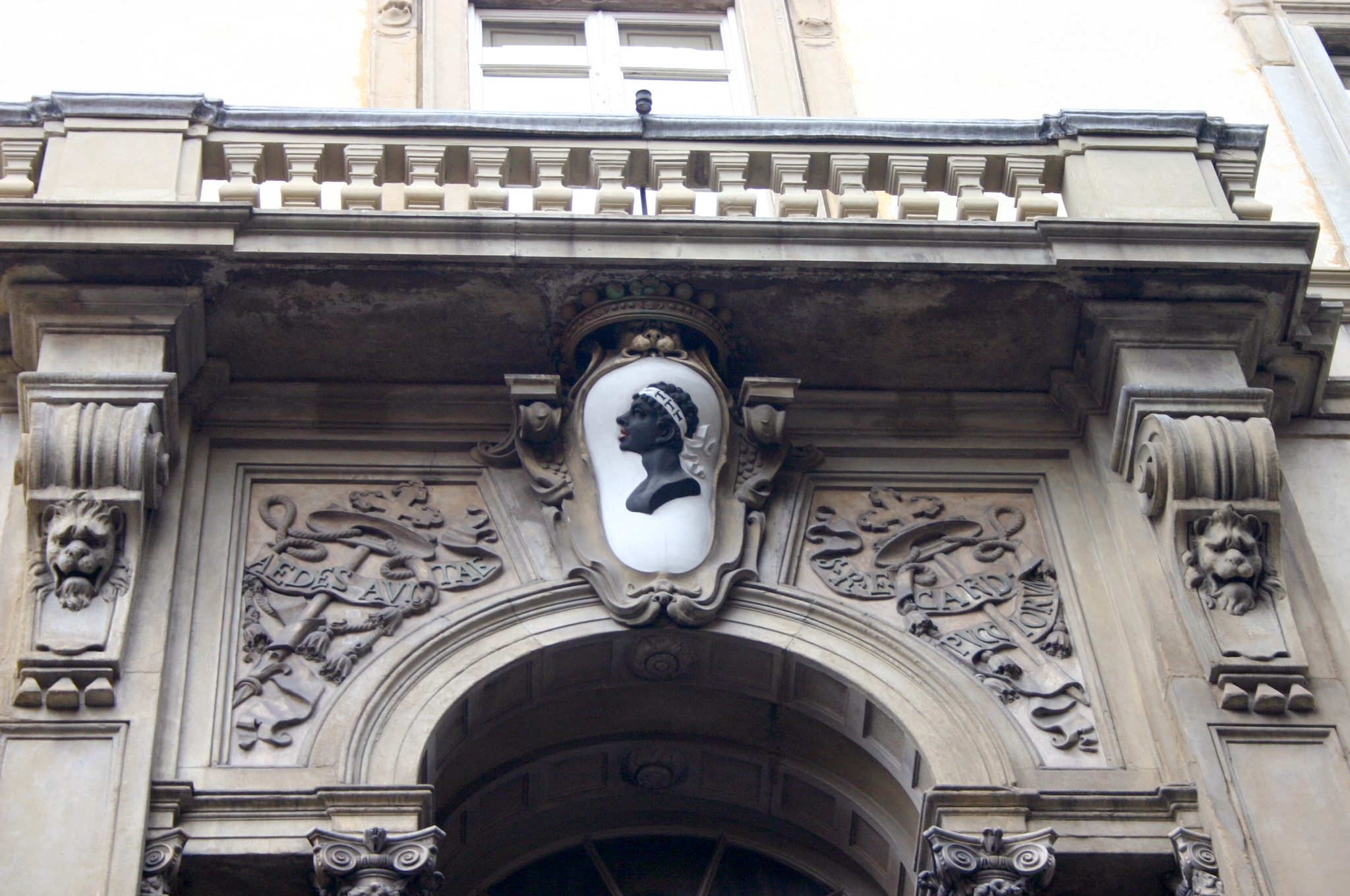
Labra heráldica polícroma, correspondiente a las armas de la casa de Pucci, decorando uno de los balcones renacentistas del Palazzo Pucci, en Florencia, diseñado por Bartolomeo Ammannati y construido entre 1528 y 1534. La cabeza de moro remite a los estereotipos iconográficos difundidos en el mundo occidental desde la Edad Media, así como al fenómeno propagandístico que acompañó a los enfrentamientos entre cristianos y musulmanes. Su atribución simbólica ha ido evolucionando intentando abandonar estas cargas anacrónicas.

Cabeza de moro es el nombre de un elemento iconográfico distintivo de origen medieval e incorporado al código heráldico donde se corresponde con la representación de una cabeza humana, de perfil, generalmente coloreada de color negro (sable), pero también de otros colores, y que puede estar adornada con una cinta, turbante o diferentes accesorios. La cabeza de moro, a pesar de la referencia de su nombre, es representada generalmente con los rasgos de una persona de etnia subsahariana, siendo también conocida como cabeza de negro (caput Aethiopum en latín) aunque esta denominación se emplea también para una representación específica.
La cabeza de moro fue difundida como icono heráldico en los emblemas de familias de la nobleza feudal occidental a partir del siglo XIII, en el contexto de confrontación violenta entre entidades cristianas y musulmanas por el control de Oriente Medio y de la península ibérica, adoptando un diseño visual correspondiente con los estereotipos étnicos y sociales de entonces y, en algunos casos, con las necesidades por parte de la propaganda político-religiosa de «satanización» del enemigo y muestra de su derrota.
En época contemporánea, la cabeza de moro prevalece como elemento incorporado a los símbolos representativos de diversos territorios, instituciones, organizaciones y personalidades de relevancia pública, en atención a su carácter tradicional o histórico, pero para las cuales, su atribución simbólica ha sido desligada de sus cargas originales, consideradas anacrónicas por su carácter violento o discriminatorio. Esta evolución hacia interpretaciones de mayor universalidad, impulsada por fenómenos complejos como el de la inmigración, no ha impedido el debate y controversia sobre la conveniencia de modificar o sustituir símbolos donde aparecen cabezas de moro, como en los casos del escudo de Aragón en 2004, el del emblema del papa Benedicto XVI en 2005, o el de la villa portuguesa de Évora en 2001.

## Blasones y representación

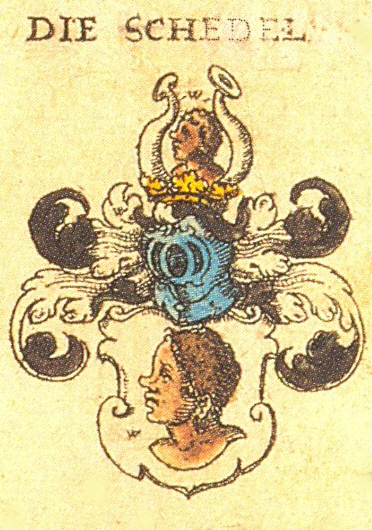
Conjunto heráldico con las armas de la familia Schedel de Núremberg, según el armorial de Johann Siebmachers, de 1605. Desde el, el emblema de cabeza de moro ya estaba difundido entre la nobleza germana. En este caso, el artista representa dentro del contorno del escudo, la cabeza en colores claros “al natural”, sin ningún accesorio, apareciendo también como cimera, es decir, como ornamento en la parte superior externa del conjunto.

Los diccionarios de heráldica definen la cabeza de moro de manera convencional como una figura que representa una cabeza humana, puesta de perfil mirando a la izquierda del observador (diestra heráldica), coloreada enteramente de color negro (sable), y que usualmente se muestra con los rasgos de una persona de raza negra. Siendo el código visual heráldico el resultado de un largo proceso de evolución y estandarización, subsisten excepciones a esta representación, asentadas en las tradiciones heráldicas específicas de las diferentes áreas culturales.
Así, en el ámbito de la tradición ibérica y otras, la cabeza de moro puede aparecer también caracterizada como la cabeza de un hombre de piel clara, referida entonces en el blasón como cabeza “al natural”, mostrando también una preferencia por representar a un hombre de porte barbado, y adornado por un turbante.
De este modo, en los diccionarios de heráldica se distingue cabeza de moro y cabeza de negro, aunque también ambas denominaciones pueden ser comunes, especialmente en el ámbito germano. Así, cabeza de negro corresponde con una cabeza de perfil, de color sable, con el pelo crespo, labios de gules, y anillado en las orejas de plata o de oro.

Un ejemplo de blasón de cabeza de negro, específicamente con labios de color rojo y anillo. Escudo de armas de la ciudad alemana de Coburgo.

Desde el ámbito italiano, se popularizó y difundió hacia el francés y los demás la representación de la cabeza adornada por una cinta con atadura posterior en la nuca, accesorio denominado “tortil”, de manera que se denomina cabeza tortillada aquella que porta esta banda. El blasón debe entonces especificar el color y posición de la banda, que puede estar en la frente o cubrir los ojos, posición por la que puede llamarse también cabeza bandada. A veces, la cabeza puede aparecer adornada en su parte inferior de una pañuelo.
En el ámbito de la heráldica germánica, se popularizó la representación de la cabeza de moro adornada con una corona, si bien esta representación también puede referirse como cabeza de rey moro o cabeza de rey negro. Esta última figura aparece asociada a las representaciones de rey moro, difundidas en la heráldica ibérica, algunas con carácter evocativo específico, como las denominadas del rey Boabdil que abundan en la heráldica municipal andaluza.
En algunos casos, la cabeza es representada ensangrentada, por lo que se dibuja simbolizando la de una persona decapitada, con gotas de sangre en su parte inferior.

## Origen y significados
A imagen de otros elementos heráldicos, no se conoce origen preciso o significado concreto de este emblema, si bien sus manifestaciones documentadas remontan al siglo XIII, al ir siendo incorporado como elemento distintivo en los escudos de armas de numerosas familias de la nobleza feudal, que habían intervenido en episodios bélicos durante las guerras que por entonces acontecían entre cristianos y musulmanes en disputa por el control en general del Mediterráneo, y en particular, de Oriente Medio y la península ibérica. Con el tiempo y avance en la consolidación del código heráldico, la representación adquiere mayor carácter convencional y hacia el siglo XV es ya un elemento difundido en las armerías de toda Europa, siendo con el auge artístico del Renacimiento, incorporado como elemento decorativo en todo tipo de objetos.
Dentro de ese contexto histórico-artístico europeo, las líneas de investigación señalan principalmente dos tendencias simbólicas relacionadas: una, marcada por estereotipos culturales trasladados al mundo del arte que terminaron por afianzarse en la época del Renacimiento y del Clasicismo, otra, asociada a las necesidades de la propaganda de tipo religioso y político.
En la Edad Media y el Renacimiento, las representaciones artísticas de personas de piel negra se correspondían con la visión prejuzgada que las mostraba, entre otros rasgos tópicos, como seres desnudos, con cuerpos mutilados por escarificaciones, pírsines y tatuajes. También, siendo la presencia de poblaciones africanas en Europa generalmente relacionada con el tráfico desde antiguo de esclavos para trabajos de servidumbre o de índole artística, la propiedad de esclavos negros por los miembros de las cortes era un signo social de prestigio y distinción, que adquiere incluso un carácter político, al simbolizar la búsqueda de poder cosmopolita o de un imperio universal, pero que en cualquier caso se corresponden con visualizaciones donde las personas de color aparecen como objetos.
El empleo de esta simbología de carácter cosmopolita se remonta a las cortes de la dinastía Hohenstaufen, titulares del Sacro Imperio entre 1138 y 1254. Tras la incorporación a sus posesiones del reino de Sicilia, Enrique VI (1165-1197) y su hijo Federico II (1194-1250), mostraron consideración hacia sus súbditos de origen africano o musulmán, al atribuirles funciones dentro de su corte no únicamente serviles, sino de carácter artístico e incluso de seguridad personal. Muchas familias asociadas a los Hohenstaufen adoptaron luego la cabeza de moro en sus blasones contribuyendo a su difusión en el norte de Europa, mientras el ideal simbólico de carácter expansionista fue adoptado por la corona de Aragón en el reino de Nápoles, y por las poderosas familias italianas  de Ferrara, Mantua, o Milán. En las cortes de Portugal y Castilla, en sus años de expansión colonial, también aparece la connotación universal, como ejemplifican los retratos de Juana de Austria realizados por Cristóvão de Morais. Hacia el siglo XV, el moro o negro es un elemento común en las armerías europeas y su representación se hace más convencional. Ejemplos de gran valor artístico aparecen en vasos, jarras y lámparas de aceite realizados en Alemania como el fabricado en 1600 en Núremberg por el orfebre Christoph Jamnitzer, objetos que, no obstante, son contemplados con cierta carga simbólica negativa al ser empleados en un ámbito opuesto al de la liturgia religiosa.
En Italia, el uso del icono tuvo particular difusión entre las familias del norte y centro peninsular relacionadas con las cruzadas o los combates navales en el Mediterráneo, siendo especialmente usado como figura parlante, y así, aparece asociado a los nombres de linajes como los Saraceni de Siena, los Morandi de Génova, los Morese de Bolonia o los Negri de Vicenza. También es usado por los Pucci de Florencia, como probable reivindicación como descendientes de Jacopo Sarracín, en sus armas donde la cabeza aparece tortillada de plata, es decir, con una cinta de color blanco, costumbre diferenciada con la forma difundida en el ámbito germánico, donde aparece coronada. También, en la heráldica italiana se adoptan lemas y divisas variados, relacionados con el refranero asociado a la visión religiosa tradicional sobre el color negro y blanco.
El origen de la cabeza de moro en la heráldica es ciertamente de los siglos XII y XIII y en relación con la dinastía Hohenstaufen. Sin embargo, su origen y significado se relaciona más directamente -sin descartar otros significados- con la veneración de las reliquias de los Reyes Magos, que Federico I Barbarroja trasladó desde Milán hasta Colonia en 1165, en su intento de consolidar su idea de restaurar el imperio romano y cristiano inaugurado por Carlomagno. La creciente devoción a los tres Reyes y su expansión por toda Europa, da lugar a que familias de nobleza feudal tanto germánica, como francesa e incluso italiana busquen su ascendencia en uno de los reyes magos, en concreto el Rey Baltasar que la iconografía anterior ya había empezado a representar de color negro. De hecho tanto el escudo de la ciudad de Colonia, así como el escudo de Benedicto XVI tienen ese origen, y no tiene connotaciones belicosas.

## Empleo
En la corona de Aragón, la difusión del elemento adquirió una mayor relevancia al ser incorporado en un emblema utilizado por el rey Pedro III de Aragón, documentado en una bula de plomo de 1281, formado por una cruz llana cantonada por cuatro cabezas de moro, conjunto que de acuerdo a ciertas interpretaciones sería posteriormente conocido como Cruz de Alcoraz, remitiendo directamente a un episodio del enfrentamiento entre cristianos y musulmanes durante la Reconquista. Como es frecuente en heráldica, el significado original de muchos emblemas medievales es desconocido, puesto que no consta documentada la intención de sus creadores, y algunas de las interpretaciones más divulgadas están basadas en las consideraciones, a veces interesadas cuando no simplemente fantasiosas, de muchos cronistas de siglos posteriores, como han demostrado los estudios de historiadores e investigadores contemporáneos. Esta circunstancia queda patente en el estudio de la cruz de Alcoraz cuya interpretación ha generado debate y controversia, a imagen de otros símbolos aragoneses.

## Usos controvertidos

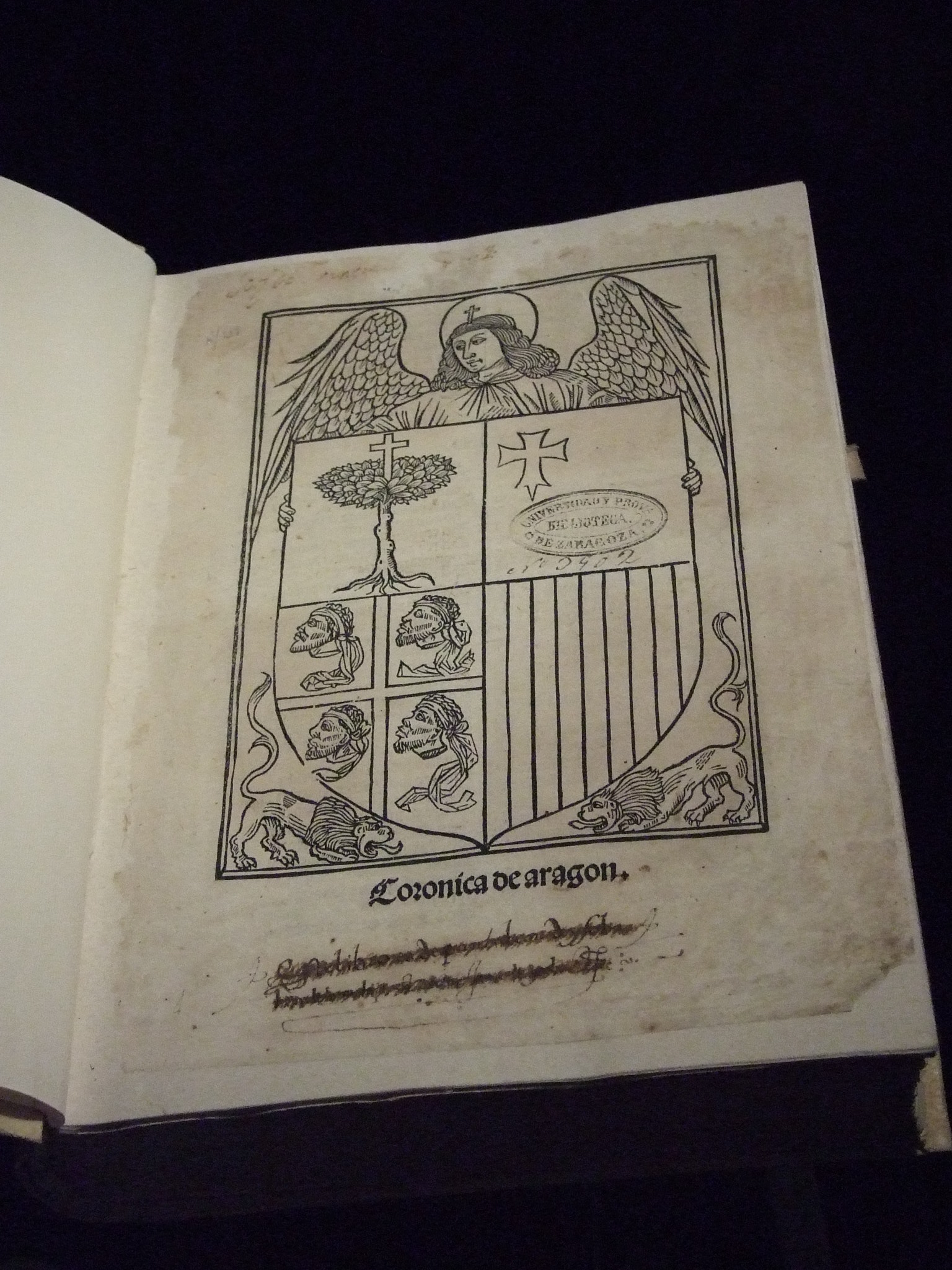
Grabado de la Crónica de Aragón de Fabricio Vagad, incunable impreso en Zaragoza en 1499 por Pablo Hurus, representando el escudo territorial cuartelado de Aragón, con las cuatro cabezas de moro ya documentadas en un sello de Pedro III de Aragón de 1281, que sirvió de fundamento para la adopción por ley 1984 del escudo representativo de la Comunidad Autónoma de Aragón. Se ha aludido al carácter histórico de este emblema, a su significado incidental o a la evolución en su interpretación hacia posiciones universales para defender su uso.

### Aragón
En España, perviven los ejemplos de símbolos heráldicos de uso institucional donde el motivo de las cabezas de moro remiten directamente a episodios de derrota y decapitación de musulmanes, durante diferentes periodos históricos de violencia, no únicamente medievales. Otras representaciones similares muestran una figura estereotipada de rey musulmán derrotado, en alusión al rey Boabdil, y están presentes en la heráldica municipal granadina.
En 2004, los medios de comunicación se hicieron eco del debate acontecido a cuenta de la petición de varios ciudadanos para retirar del escudo de armas de la Comunidad Autónoma de Aragón la representación de cuatro cabezas de moro que, junto a una cruz llana, forman parte del conjunto en el tercer cuartel conocido como Cruz de Alcoraz. La petición alegaba que las cabezas, representadas como decapitadas, evocan la violencia ejercida en el pasado en Aragón contra los musulmanes en contraste con el espíritu integrador de la comunidad con respecto a la comunidad de inmigrantes. En contra de la petición, se sumaron argumentos a favor de la conservación del emblema por su carácter de patrimonio histórico, y por tanto, particularmente protegido por la legislación.
En 2007, el presidente del Gobierno de Aragón, Marcelino Iglesias, haciéndose eco de las quejas recibidas por la comunidad musulmana, planteó la posibilidad de estudiar la modificación del escudo regional, pero recibió a su vez la crítica de algunos heraldistas de corte tradicional y de miembros de su propio gobierno.

## Galería

Escudo de Alcanadre, La Rioja, España
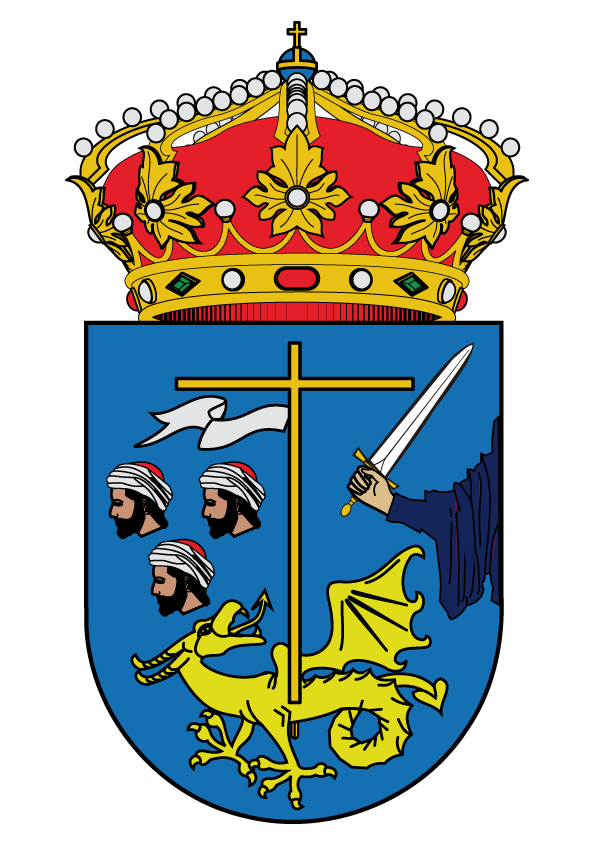
Escudo de San Millán de la Cogolla, La Rioja, España
Escudo de Cádiar, Granada, Andalucía, España
Escudo de Almuñécar, Granada, Andalucía, España
Escudo de Huesa, Granada, Andalucía, España
Escudo de Valenzuela, Córdoba, Andalucía, España
Escudo de Villanueva del Ariscal, Sevilla, Andalucía, España
Escudo de Comares, Málaga, Andalucía, España
Escudo de Vélez-Málaga, Málaga, Andalucía, España
Escudo de Iznate, Málaga, Andalucía, España
Escudo de Valdemoro, Madrid, España
Escudo de Tineo, Asturias, España
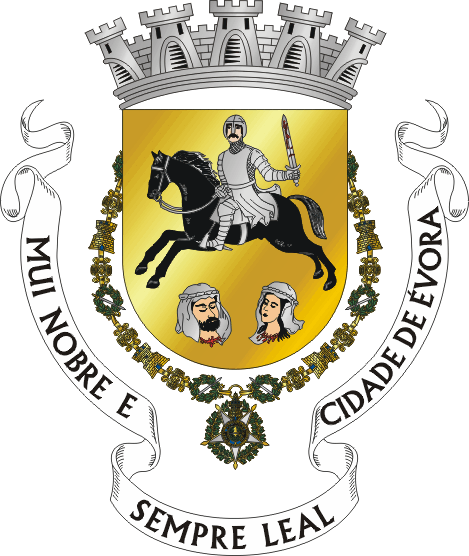
Escudo de Évora, Portugal
Escudo de Aragón, España
Bandera de Córcega, Francia
Bandera de Cerdeña, Italia
Bandera de Coburgo, Alemania